# Stanislav Nepomucký
Stanislav Nepomucký, po emigraci uváděný i jako Stanislav Nepomucký-Nielsen, (12. září 1932 – 16. března 2006) byl československý hokejista.

## Hráčská kariéra
Reprezentoval Československo v 5 zápasech v letech 1955 až 1957. V lize hrál za Spartak Praha Sokolovo. V sezóně 1958/59 hrál v Nizozemí za Den Haag.